# 왕중왕 (1927년 영화)
왕중왕(The King Of Kings)은 미국에서 제작된 세실 B. 데밀 감독의 1927년 드라마 영화이다. H.B. 워너 등이 주연으로 출연하였고 세실 B. 드밀 등이 제작에 참여하였다.

## 출연

### 주연
- H.B. 워너
- 도로시 커밍
- 어니스트 토렌스
- 조셉 쉴드크로트
- 제임스 닐

### 조연
- 조셉 스트라이커
- 로버트 에드슨
- 시드니 댈브룩

## 제작진
- 미술: 밋첼 레이슨